# Abstraktionsprinzip
Das Abstraktionsprinzip besagt, dass das obligatorische Verpflichtungsgeschäft (beispielsweise ein Kaufvertrag) und das anschließende oder zeitgleich ausgeführte dingliche Verfügungsgeschäft (beispielsweise die Übereignung der Kaufsache nach Abschluss eines Kaufvertrages) rechtlich voneinander getrennt betrachtet werden. Das Abstraktionsprinzip ist Bestandteil der Lehre vom Rechtsgeschäft und gehört zu den elementaren Grundsätzen im deutschen Zivilrecht.
Entwickelt wurde das Abstraktionsprinzip von Friedrich Carl von Savigny im 19. Jahrhundert auf Grundlage eines Zitats des klassisch-römischen Juristen Publius S. Julianus. Savignys Schüler Bernhard Windscheid verankerte das Prinzip dann im Bürgerlichen Gesetzbuch (BGB), das 1900 in Kraft trat. Die von der Abstraktion ausgehende methodische Differenzierung hat ihr Hauptanwendungsgebiet zwar im Sachenrecht, geht in seiner Bedeutung aber darüber hinaus, da die Unabhängigkeit des „abstrakten Verfügungsgeschäfts“ von der causa – gemeint ist der Rechtsgrund, der Verpflichtungsgeschäften regelmäßig zugrunde liegt – als allgemeines Prinzip in das BGB aufgenommen worden ist.

## Grundlage: Das Trennungsprinzip

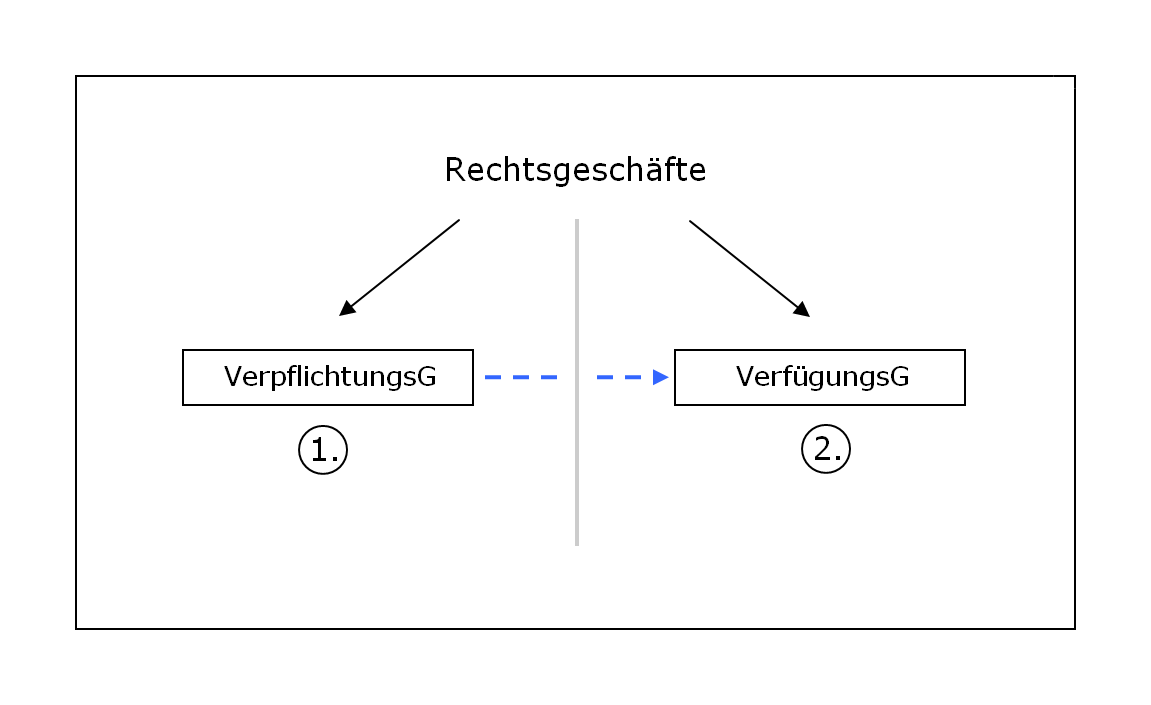
Trennungsprinzip

Das Abstraktionsprinzip beruht auf dem Prinzip der Trennung des schuldrechtlichen Kausalgeschäfts vom sachenrechtlichen abstrakten Geschäft. Die rechtlichen Bestände der beiden Geschäftstypen sind voneinander unabhängig.
Beispiel zur Erläuterung dieses Grundsatzes:
Müller kauft von Friedrich ein Auto. Müller bezahlt den Wagen und Friedrich übergibt ihm zur Mitnahme die Schlüssel.
Das deutsche Privatrecht trennt hier drei Vorgänge (Rechtsgeschäfte): Zunächst haben Müller und Friedrich einen Kaufvertrag gemäß § 433 Abs. 1 BGB geschlossen. Dieser ist ein Kausalgeschäft (Verpflichtungsgeschäft) mit dem Inhalt:
Müller und Friedrich sind sich einig, dass Müller das Auto und Friedrich den Kaufpreis übertragen bekommen soll (Vorgang 1: beiderseitiges „Verpflichtungsgeschäft“).
Erst mit der Übergabe des Autos zum Zwecke der Erfüllung des ihn verpflichtenden Kaufvertrages überträgt Friedrich Müller das Eigentum am Fahrzeug, dies grundsätzlich gemäß § 929 Satz 1 BGB.
Müller und Friedrich sind sich einig, dass Müller das Eigentum an Friedrichs Auto übertragen erhält, dies weil Müller aus dem Kaufvertrag einen Anspruch darauf erworben hat (Vorgang 2: „Verfügungsgeschäft“ des Verkäufers).
Müller wiederum bezahlt – in Vollzug seiner kaufvertraglichen Verpflichtung zur Gegenleistung – den Wagen und übereignet Friedrich Geld in Höhe der Kaufsumme. 
Müller und Friedrich sind sich einig, dass Friedrich das Eigentum an Müllers Geld in Höhe des Kaufpreises erhält, dies weil Friedrich aus dem Kaufvertrag einen Anspruch darauf erworben hat (Vorgang 3: „Verfügungsgeschäft“ des Käufers).

## Keine Herleitung des Prinzips aus dem römischen Recht
Im 19. Jahrhundert wurde davon ausgegangen, dass das Abstraktionsprinzip sich aus der Quellenlage zu den römischen Rechtsgeschäften herleiten ließe. Da für bestimmte Rechtsgeschäfte im antiken Rom vorgesehen war, dass sie auf dem Forum Romanum durchgeführt werden – so etwa die mancipatio – folgerte Friedrich Carl von Savigny für die „Emanzipation“ des Familiensohnes aus der Oberhoheit des Familienpatrons, dass allein die emanzipatorische Gestenfolge (dreimaliger, mit dem Käufer abgesprochener Verkauf des Sohnes in fremde Knechtschaft) nicht hingereicht habe, da außerdem der Vollzug des Geschäfts auf dem Forum notwendig gewesen sei.
Dieser Quelleninterpretation widersprach Max Kaser. Unabhängig von der Frage, ob im römischen Rechtsverkehr ein Abstraktionsprinzip existierte, wies Kaser nach, dass derartige Verfahrensweisen lediglich die Erfüllung von Formvorschriften darstellten, so wie zum heutigen Zeitpunkt aufgrund bestehender Formvorschriften Willenserklärungen, die zunächst nur mündlich erfolgen, nochmals unter Einhaltung von Erfordernissen wie der Schriftform oder notarieller Beurkundung wiederholt werden müssen. Die vorhergehende formlose Erklärung bewirkt keine Verpflichtung, sondern ist form- und damit wirkungslos. Das römische Zivilrecht kannte – ebenso wie die anderen europäischen auf dem römischen Zivilrecht basierenden Gesetzeswerke wie der Code civil in Frankreich – kein Abstraktionsprinzip.

## Inhalt des Abstraktionsprinzips

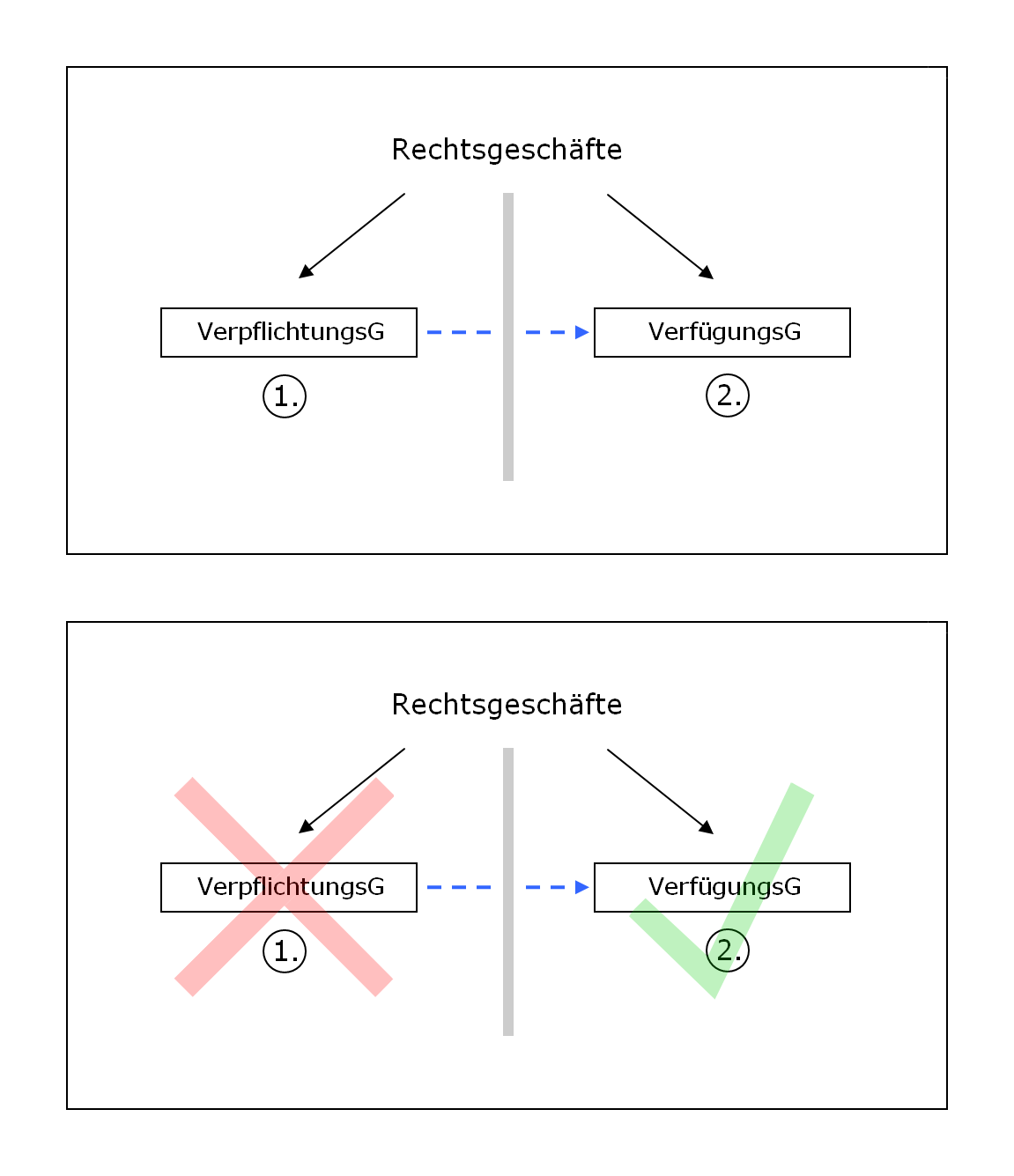
Abstraktionsprinzip

Das Abstraktionsprinzip besagt, dass das abstrakte Geschäft auch dann wirksam ist, wenn der Kaufvertrag als Kausalgeschäft unwirksam ist, was daraus folgt, dass beide Rechtsgeschäfte in ihrem rechtlichen Bestand voneinander unabhängig sind. Deutlich wird dies, wenn Friedrich im oben skizzierten Fall, bei Abschluss des Kaufvertrags wegen absoluter Volltrunkenheit geschäftsunfähig gewesen wäre (§ 105 Abs. 2 BGB). Der Kaufvertrag wäre unwirksam, Müller würde aber trotzdem Eigentümer des Wagens, wenn Friedrich bei der Übereignung seine Geschäftsfähigkeit wiedererlangt hat (Nüchternheit in der Folgewoche). Die Wirksamkeit einer Verfügung ist vom Erfüllungsanspruch aus dem zugrundeliegenden Schuldverhältnis unabhängig und wird deshalb unabhängig davon rechtlich bewertet.
Vereinfacht lässt sich sagen: Der kaufrechtliche Schuldvertrag schafft eine gegenseitige Verpflichtung zur Leistung, weshalb er beiderseitiges Verpflichtungsgeschäft ist. Weil der Schuldner mit seiner Leistung erfüllt, ist der Gläubiger berechtigt, den Leistungsgegenstand zu behalten. Für das Behaltendürfen hat er mit der Erfüllung eine „causa“, einen Rechtsgrund. Die Verfügung hingegen schafft weder eine „causa“ noch einen Anspruch. Ob die Verfügung in Erfüllung eines Anspruchs geschieht, ist ohne Wirkung. Ebenso ist ohne Wirkung, ob der Gläubiger den Leistungsgegenstand behalten darf. Die Verfügung ist daher „abstrakt“. Den Rechtsgrund der Verfügung bildet die durch die Verfügung erfüllte Verpflichtung.
Der Vorteil des Abstraktionsprinzips liegt in der Tatsache, dass die zur Unwirksamkeit führenden Fehler bei Verfügungsgeschäft und Verpflichtungsgeschäft getrennt bewertet werden können. So ist die (gegebenenfalls einfach vollziehbare) Verfügung ohne Rücksicht auf den möglicherweise komplizierten verpflichtenden (schuldrechtlichen) Vertrag wirksam. Dieser schafft rechtlich zwar angreifbare, aber zunächst wirksame Verhältnisse, an denen der Rechtsverkehr sein Handeln ohne die Notwendigkeit erheblicher Prüfungen ausrichten kann. Wenn Müller durch ein abstraktes Geschäft das Eigentum erwirbt, obwohl das zu Grunde liegende Kausalgeschäft (der Kaufvertrag) unwirksam ist, kann er das Auto dennoch ohne Sorgen weiterverkaufen: Er ist schließlich Eigentümer geworden. Falls Müller Schulden hat, könnten seine Gläubiger das Auto pfänden, auch ohne sich Gedanken über den Kaufvertrag machen zu müssen.
Da mit dem abstrakt wirksamen dinglichen Geschäft keine endgültige Güterzuordnung getroffen werden soll, besteht die Notwendigkeit von Regelungen für den Fall, dass das dingliche Geschäft erfolgt, ohne dass ein wirksames Verpflichtungsgeschäft die (rechtliche) Grundlage hierfür bildet. Zur Rückabwicklung dient das Bereicherungsrecht (§§ 812 ff. BGB). Das BGB sieht so eine Möglichkeit vor, das Übereignungsgeschäft aufzulösen. § 812 Abs. 1 BGB regelt in obigem Beispiel, dass Friedrich im oben dargestellten Fall, das Eigentum am Auto zurückfordern kann, wenn der Rechtsgrund für das Übereignungsgeschäft, der Kaufvertrag, wegfällt oder von Anfang an nicht bestand.
Während im alltäglichen Verkehr Verpflichtungs- und Verfügungsgeschäft kaum sichtbar zutage treten, sondern durch konkludentes Handeln erfolgen und oft zeitlich zusammenfallen, ist die formale Trennung bei Kauf/Verkauf eines Grundstücks immer deutlich ausgeprägt: Die Vertragsparteien schließen die erforderlichen Verträge durch Beurkundung vor einem Notar. Dabei erfolgt auch hier zunächst das Verpflichtungsgeschäft, nämlich die Regelung, dass der Verkäufer sein Grundstück an den Käufer verkauft und dafür einen Kaufpreis erhält. Sodann erklären die Vertragsparteien zusätzlich die Auflassung, das heißt, sie schließen einen zweiten Vertrag, in welchem sie Einigkeit darüber bekunden, dass das Eigentum an dem Grundstück vom Verkäufer auf den Käufer übergehen soll. Die Auflassung ist Voraussetzung für einen Antrag beim Grundbuchamt auf Eintragung des neuen Eigentümers. Er wird in der Regel erst dann beim Grundbuchamt gestellt, wenn der Kaufpreis auf ein privates Treuhandkonto (z. B. Notaranderkonto) gezahlt wurde. Erst wenn das Grundbuchamt die Eintragung in das Grundbuch vorgenommen hat, hat der Käufer das Eigentum an dem Grundstück tatsächlich erworben und auch die Verfügungsgeschäfte sind abgeschlossen.

## Rechtsvergleich

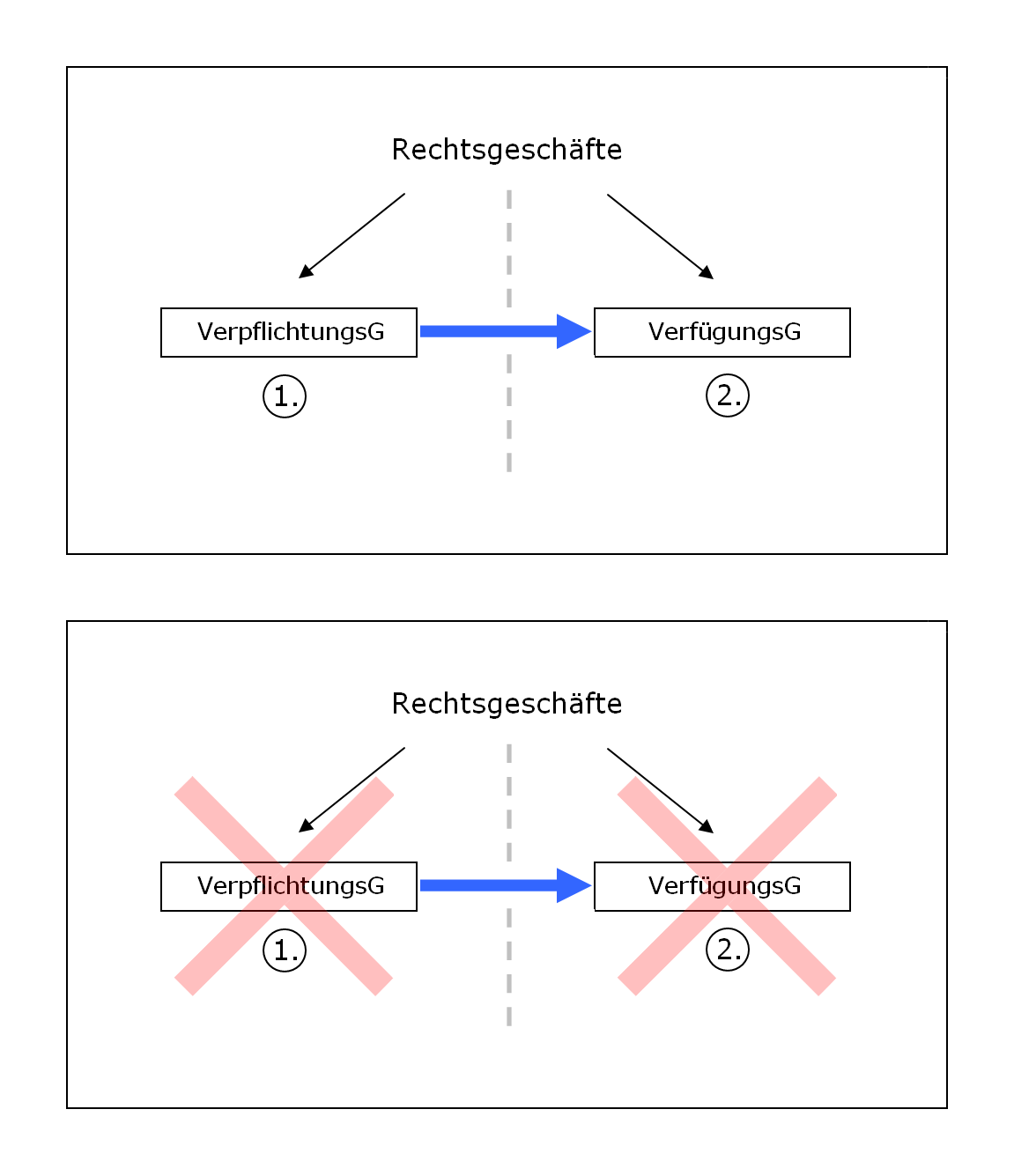
Kausalprinzip

Das Abstraktionsprinzip ist ein charakteristisches Merkmal der deutschen Rechtsordnung. In vielen anderen Rechtsordnungen gilt statt des Abstraktionsprinzips das Kausalprinzip.
Das österreichische und das Schweizer Recht trennen zwar Verpflichtungsgeschäft (z. B. Kaufvertrag; im deutschen Recht das Kausalgeschäft) und Verfügungsgeschäft (z. B. Übereignung; im deutschen Recht das abstrakte Geschäft) ebenso strikt, erlauben aber weder ein abstraktes Verpflichtungs- noch ein abstraktes Verfügungsgeschäft. Vielmehr müssen beide jeweils kausal sein: Das Verpflichtungsgeschäft muss in dem Sinne kausal sein, dass es einen Grund hat, der es wirtschaftlich macht. Außerdem muss das Verfügungsgeschäft in dem Sinne kausal sein, dass es nur dann wirksam ist, wenn ein gültiges Verpflichtungsgeschäft, ein Titel, besteht (Prinzip der kausalen Tradition). Es ergibt sich also folgendes Schema: Wirtschaftlicher Zweck –Kausalbindung→ Verpflichtungsgeschäft –Kausalbindung→ Verfügungsgeschäft.
Es existiert nach der Rechtsvergleichung also ein Trennungsprinzip ohne Abstraktionsprinzip, aber kein Abstraktionsprinzip ohne Trennungsprinzip.
Die französischen, belgischen, luxemburgischen, italienischen, spanischen und portugiesischen Rechte kennen keine Unterscheidung zwischen Kausal- und Verfügungsgeschäft: Wer beispielsweise ein Auto kauft, wird (grundsätzlich) mit Abschluss des Kaufvertrages auch Eigentümer.

## Korrekturen des Prinzips
Beim sogenannten Bargeschäft des täglichen Lebens koinzidieren Verpflichtungs- und Verfügungsgeschäft. Aus diesem Grund wird mittels der juristischen Sekunde eine künstliche Trennung geschaffen, die es beispielsweise erlaubt Erfüllungsmängel sauber zuzuordnen.
Nicht jeder Schuldvertrag erzeugt klagbare Ansprüche. Die Konsequenzen des Abstraktionsprinzips werden dadurch durchbrochen. Das gilt etwa für von vornherein unvollkommene Verbindlichkeiten, wie die Naturalobligationen und diverse formunwirksame Schuldverträge, die durch die Erfüllung wirksam werden, wie das Schenkungsversprechen nach § 518 Abs. 2 BGB.

## Kritik am Abstraktionsprinzip
Das Abstraktionsprinzip ist seit seiner Einführung in der juristischen Literatur oft kritisiert worden. Viele Autoren bemängeln, dass ein einheitlicher Lebenssachverhalt in künstliche Teile zerlegt werde. Dies sei für juristische Laien kaum verständlich. Uwe Wesel kritisiert gar, Savigny habe das Abstraktionsprinzip aufgrund fehlerhafter Auslegung historischer Quellen entwickelt, da im römischen Recht kein solches Abstraktionsprinzip bekannt gewesen sei. Im römischen Recht ist die Wirksamkeit der Übereignung abhängig von der Wirksamkeit des Kaufvertrages. War dieser unwirksam, so konnte das Eigentum nicht übergehen und der Verkäufer konnte die Kaufsache mit der rei vindicatio zurückverlangen. 
Außerdem führe das Abstraktionsprinzip zu unbilligen Ergebnissen, da es an der Übertragung des Eigentums auch dann festhalte, wenn hierfür kein Grund bestand, der zugrundeliegende Kaufvertrag beispielsweise nichtig ist. Heinrich Honsell verteidigt Savigny dahingehend, dass er darauf hinweist, dass er vielmehr die „Übergabe“ zu einem „dinglichen Vertrag“ gemacht habe, weshalb allein von einer rechtlichen Neuschöpfung auszugehen sei, die keinen Raum für eine Fehlinterpretation der historischen Quellen ließe.
Einen Höhepunkt erreichte die Kritik während der Zeit des Nationalsozialismus, als die bestehende Rechtslage aufgrund ihrer Komplexität als „unvölkisch“ abgelehnt und Reformen gefordert wurden.
Das Abstraktionsprinzip ist auch im Rahmen der Vereinheitlichung der Zivilrechtsordnungen innerhalb der Europäischen Union angegriffen worden. Deutschland, Estland und Griechenland sind die einzigen Mitgliedsländer, in denen das Abstraktionsprinzip gilt.
In der DDR wurde das Abstraktionsprinzip durch das Zivilgesetzbuch der Deutschen Demokratischen Republik (ZGB) vom 19. Juni 1975 abgeschafft, welches am 1. Januar 1976 in Kraft trat. Für seit dem 3. Oktober 1990 vorgenommene Rechtsgeschäfte gilt auch in diesem Gebiet wieder das Abstraktionsprinzip des BGB.